# 阿古賴河
13°37′34″N 39°24′14″E / 13.626°N 39.404°E

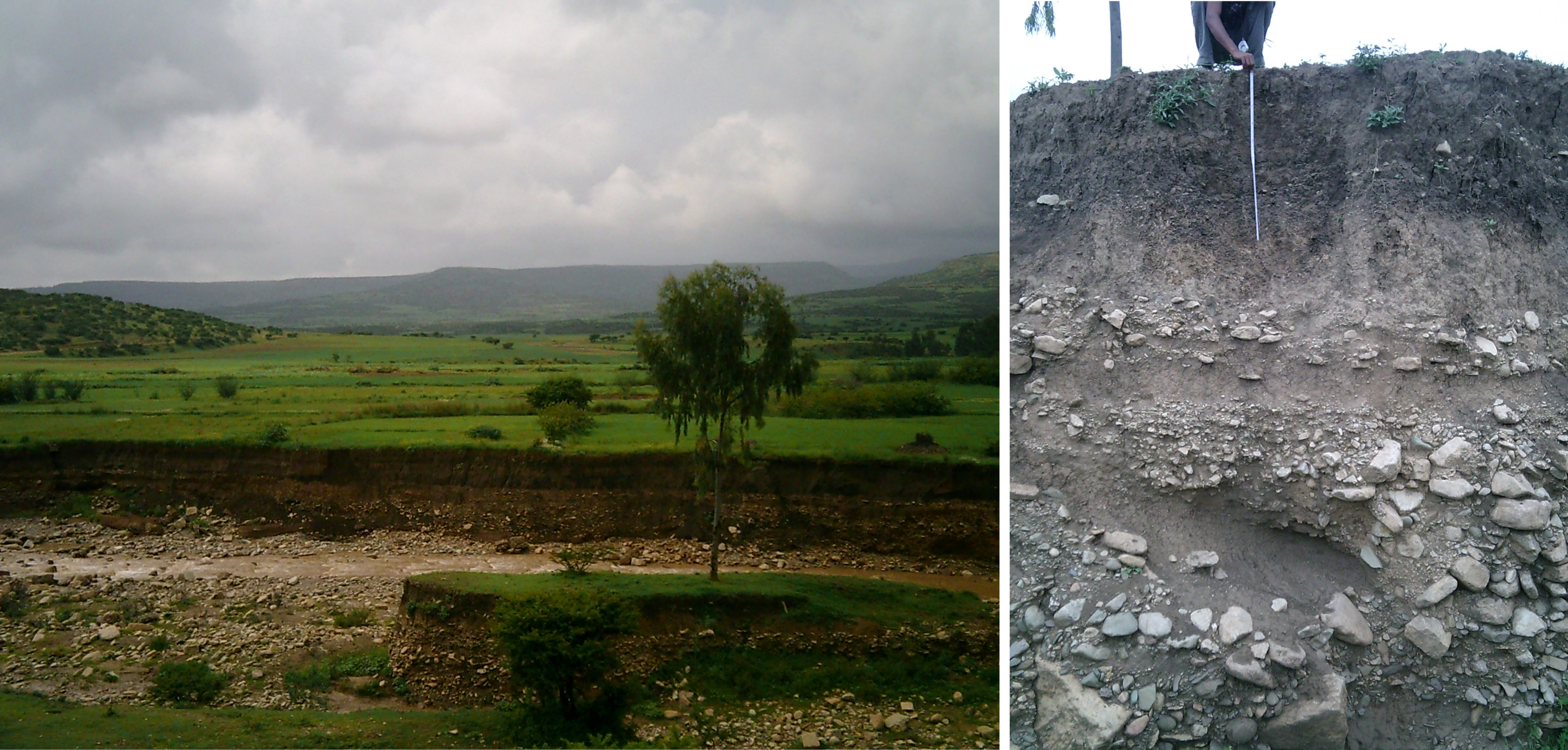

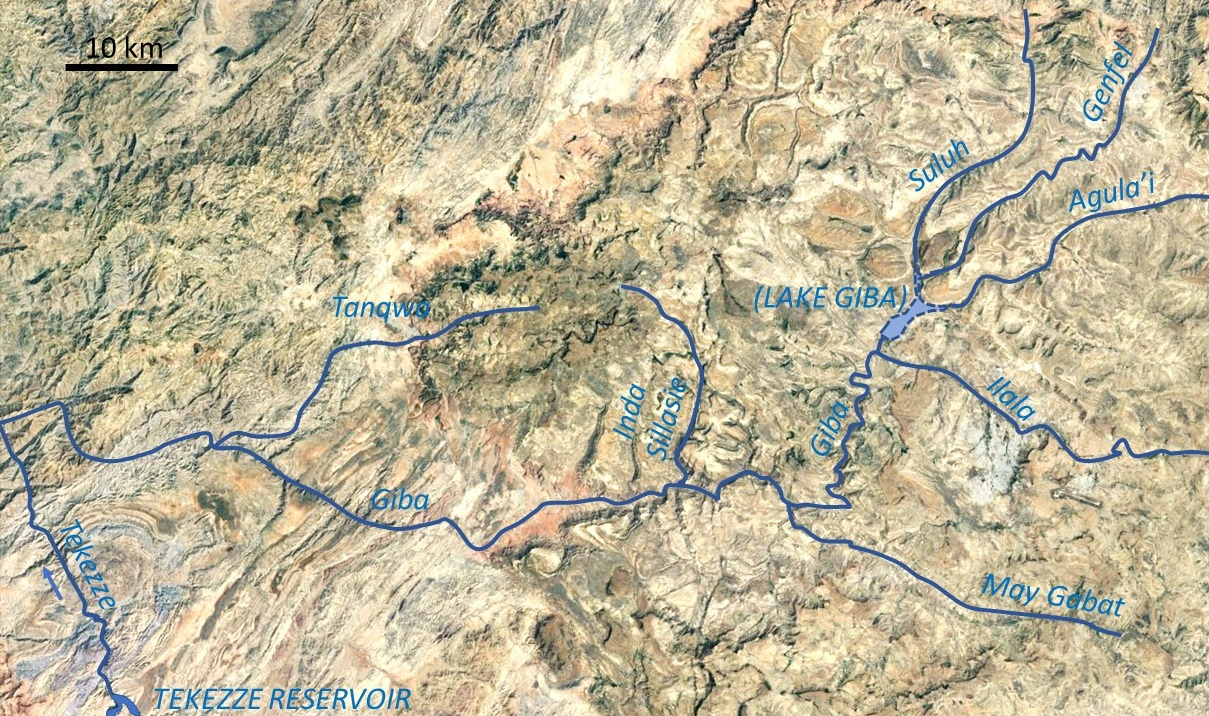

阿古賴河是埃塞俄比亞的河流，位於該國北部，處於提格雷州，該河流屬於吉巴河的支流，河道全長50公里，流域面積692平方公里。